# Hakojärvi (sjö i Äänekoski, Mellersta Finland)
Hakojärvi är en sjö i kommunen Äänekoski i landskapet Mellersta Finland i Finland. Sjön ligger 100,5 meter över havet. Den är 14,8 meter djup. Arean är 57 hektar och strandlinjen är 6,55 kilometer lång. Sjön  ingår i Kymmene älvs huvudavrinningsområde.   Den ligger omkring 69 kilometer norr om Jyväskylä och omkring 300 kilometer norr om Helsingfors. 